# Langsur
Langsur (Laser en Luxembourgeois) est une municipalité allemande de la Verbandsgemeinde Trier-Land située dans l'arrondissement de Trèves-Sarrebourg, en Rhénanie-Palatinat, dans l'ouest du pays.

## Géographie
La commune est bordée à l’ouest par la frontière luxembourgeoise et la Sûre qui la séparent du canton de Grevenmacher. Elle est également bordée au sud par la Moselle qui vient de recevoir les eaux de la Sûre au tripoint communal Langsur-Oberbillig-Wasserbillig.
Le village de Langsur se trouve à l’intérieur d’un méandre de la Sûre, juste au nord du village luxembourgeois de Wasserbillig.

## Liens externes

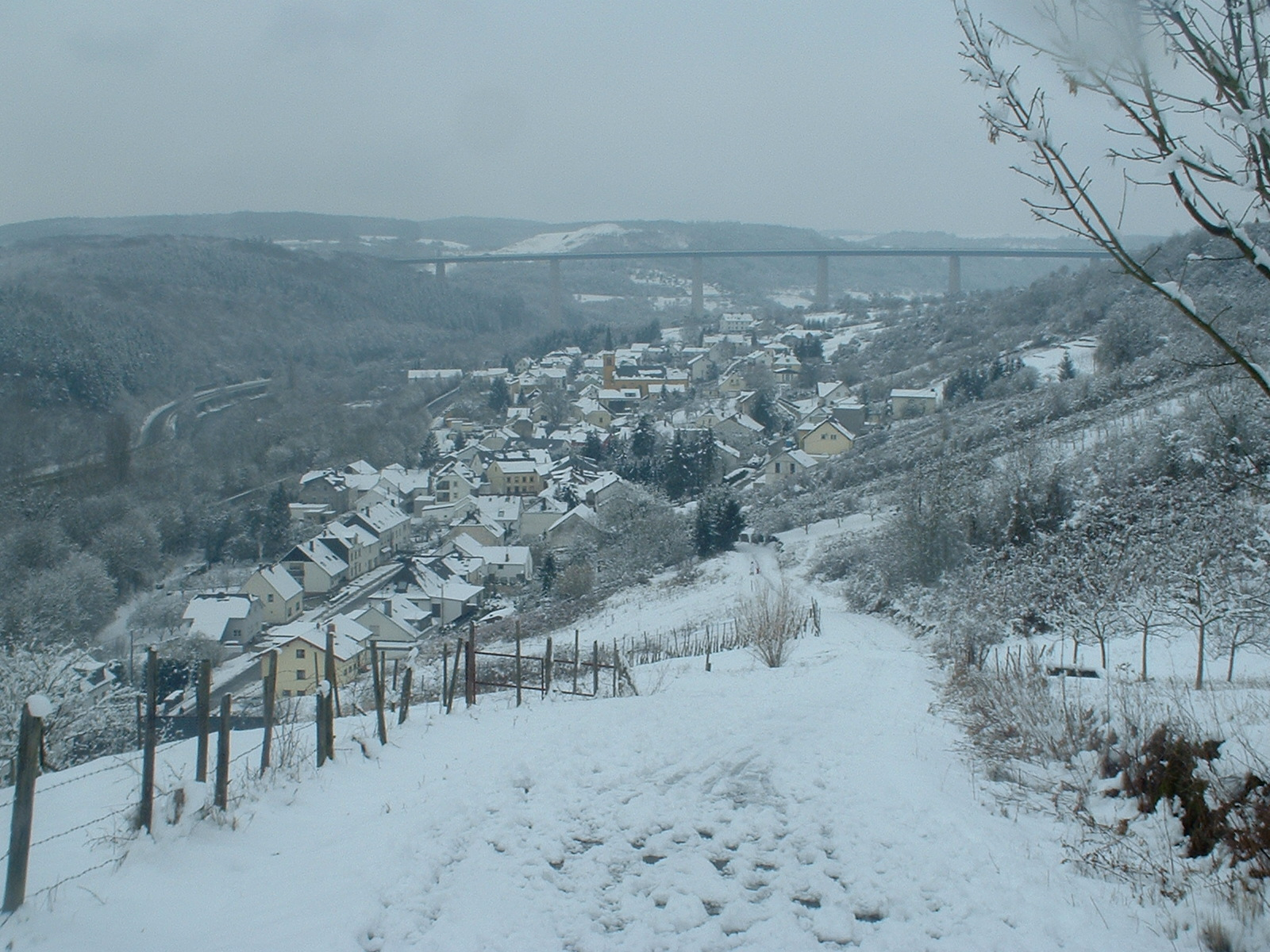
Mesenich en hiver 2006

## Villages de la commune
- Grewenich (Griewenech)
- Langsur (Laser)
- Mesenich (Miesenech, Mesich)
- Metzdorf (Metzduerf, Meetzdorf)